# الخالدية (الأنبار)
الخالدية هي مدينة تقع في وسط العراق. تبعد عن العاصمة بغداد حوالي 80 كيلو مترا، تقع بين الرمادي والفلوجة وهي إحدى مدن الأنبار.
مدينة الخالدية هي مركز قضاء الحبانية بين قضاء الرمادي جنوب شرق والمسافة بينهما 20 كيلومتراً، والفلوجة شرقاً والمسافة بين الخالدية والفلوجة 24 كيلومتراً، وفي جنوبي الخالدية بحيرة الحبانية، مساحة الخالدية حتى سنة 2016 بلغت 4.71 كيلومتر مربع، وطولها 8 كيلومترات تقريباً، ابتداءً من حي الشهداء جنوب شرق حتى حي المعتصم شمال غرب. وعرض الخالدية بين كيلومترين وثلاثة كيلومترات، بدأ استقرار سكان الخالدية بعد فيضان نهر الفرات سنة 1967 حين غرقت الأراضي المقابلة للخالدية، فاضطرّ الأهالي إلى عبور الفرات إلى الخالدية في الجهة المقابلة، فاستقرّوا فيها وأقبل عليها كذلك عمّال المدينة السياحية والقاعدة العسكرية للحبانية.

## أحياؤها ومقاطعاتها
المعتصم، والعروبة والخلفاء، والأمين والأندلس، والمعلمين والسلام والشهداء والقدس.

### مقاطعات ريف مدينة الخالدية
| المقاطعة ورقمها | مساحتها دونماً | سكانها سنة 1977 | سنة 1987 | سنة 1997 | سنة 2007 |
| النمالة 2       | 5130          | 1756            | 2912     | 3187     | 4376     |
| زوية الذبان 4   | 6350          | 4949            | 5773     | 8100     | 11225    |
| الملاحمة 5      | 580           | 1469            | 3539     | 4776     | 5765     |
| الحماميات 6     | 7240          | 1369            | 2507     | 4520     | 5235     |
| كرطان 7         | 6088          | 924             | 1917     | 3680     | 5145     |
| حصيبة الشرقية 8 | 7225          | 6974            | 9795     | 15110    | 26685    |
| ماحوز 9         | 8250          | 1967            | 3481     | 5190     | 5335     |
| أم الروس 10     | 5450          | 1485            | 1819     | 3530     | 4065     |
| غزوان 22        | 5125          | 2307            | 4371     | 4931     | 5154     |
| البوبالي 23     | 2900          | 826             | 1922     | 1730     | 5145     |

أغلب سكان الخالدية من عشائر الدليم. تحيط بالمدينة تضاريس.
شهدت أطراف الخالدية اشتباكات ومعارك عنيفة بين تنظيمات مسلحة من جهة والجيش الأمريكي والجيش العراقي من جهة أخرى، استقر الوضع الأمني في الخالدية عام 2006م بعد سيطرة الشرطة العشائرية على المدينة بعد موافقة التنظيمات المسلحة على إنشاء الشرطة.
توجد في المدينة أسواق كسوق الخالدية وأيضاً جوامع أهمها جامع الخالدية الكبير وهو اقدم جامع فيها ، وجامع البشير وجوامع أخرى كجامع الروضة المحمدية وجامع الزبير بن العوام وجامع السلام وجامع الشيخ مصلح وجامع البوخربيط وأيضاً روضة باسم الروضة المحمدية ومدارس ابتدائية وثانوية وبعضها ذات دوامين كما في بناية مدرسة الخلفاء سابقا التي أصبحت الآن لطلاب عكاظ ومعهم طلاب الخالدية للبنات قد كانت قبل حوالي بضع سنين لطلاب ثانوية الخالدية للبنات وثانوية الخالدية للبنين، كما وتحتوي المدينة على ساحة عامة بنيت مؤخراً للتنزه، وتحتوي على تشكيلة رائعة من البيوت التي أبْدَع أصحابها في تصميمها كلا على حدة.
وهي موطن للمثقفين وحملة الشهادات العليا

## أعلام
- أبو عبد الرحمن البيلاوي